# A Igreja do Diabo
"A Igreja do Diabo" é um conto do livro Histórias sem Data, de Machado de Assis.

## Sinopse
O diabo decide fundar sua própria religião, em que as pessoas seriam livres para praticar impiedades. Todavia, a tendência humana à contradição leva seus adeptos a praticarem o bem.

## Crítica literária
Fonseca Pimentel publicou um livro intitulado "A presença alemã na obra de Machado de Assis", o qual traz duas afirmações relevantes:
1. Machado estava estudando alemão no período de 1883-84.
2. Goethe era um dos autores mais citados diretamente por Machado.

Provavelmente, o leitor notou que o nome do Fausto é citado no conto: "A igreja do Diabo", essa é, portanto, a relação intertextual com Goethe.